# Глоб (Аризона)
Глоб (англ. Globe) — місто (англ. city) в США, в окрузі Гіла штату Аризона. Населення — 7249 осіб (2020).

## Географія
Глоб розташований за координатами 33°23′27″ пн. ш. 110°44′54″ зх. д. / 33.39083° пн. ш. 110.74833° зх. д. (33.390922, -110.748331).  За даними Бюро перепису населення США в 2010 році місто мало площу 47,13 км², з яких 47,10 км² — суходіл та 0,03 км² — водойми.

### Клімат
Місто знаходиться у зоні, котра характеризується середземноморським кліматом. Найтепліший місяць — липень із середньою температурою 28.3 °C (83 °F). Найхолодніший місяць — січень, із середньою температурою 6.7 °С (44 °F).
| Клімат Глоба            | Клімат Глоба | Клімат Глоба | Клімат Глоба | Клімат Глоба | Клімат Глоба | Клімат Глоба | Клімат Глоба | Клімат Глоба | Клімат Глоба | Клімат Глоба | Клімат Глоба | Клімат Глоба | Клімат Глоба |
| Показник                | Січ.         | Лют.         | Бер.         | Квіт.        | Трав.        | Черв.        | Лип.         | Серп.        | Вер.         | Жовт.        | Лист.        | Груд.        | Рік          |
| Абсолютний максимум, °C | 25           | 27           | 31           | 36           | 41           | 43           | 44           | 42           | 42           | 38           | 31           | 25           | 44           |
| Середній максимум, °C   | 13           | 16           | 20           | 25           | 28           | 35           | 36           | 35           | 33           | 26           | 19           | 14           | 25           |
| Середня температура, °C | 6            | 8            | 11           | 15           | 19           | 25           | 28           | 26           | 24           | 17           | 10           | 7            | 16           |
| Середній мінімум, °C    | 0            | 1            | 3            | 6            | 10           | 15           | 20           | 18           | 15           | 8            | 2            | 0            | 8            |
| Абсолютний мінімум, °C  | −12          | −10          | −7           | −5           | −1           | 3            | 9            | 8            | 3            | −1           | −7           | −10          | −12          |
| Норма опадів, мм        | 40           | 30           | 30           | 10           | 0            | 10           | 60           | 60           | 30           | 20           | 20           | 40           | 400          |
| Днів з дощем            | 3            | 3            | 3            | 1            | 0            | 1            | 5            | 5            | 2            | 2            | 2            | 4            | 36           |
| Вологість повітря, %    | 60           | 52           | 43           | 36           | 31           | 29           | 47           | 54           | 41           | 46           | 49           | 54           | 45           |
| ----------------------- | ------------ | ------------ | ------------ | ------------ | ------------ | ------------ | ------------ | ------------ | ------------ | ------------ | ------------ | ------------ | ------------ |
| Джерело: Weatherbase    |              |              |              |              |              |              |              |              |              |              |              |              |              |

## Демографія
Згідно з переписом 2010 року, у місті мешкали 7532 особи в 2908 домогосподарствах у складі 1820 родин. Густота населення становила 160 осіб/км².  Було 3386 помешкань (72/км²).
Расовий склад населення:
| - 79,6 % — білих - 5,7 % — корінних американців - 1,1 % — азіатів - 0,9 % — чорних або афроамериканців - 0,1 % — вихідців з тихоокеанських островів - 9,6 % — осіб інших рас |

До двох чи більше рас належало 3,0 %. Частка іспаномовних становила 36,8 % від усіх жителів.
За віковим діапазоном населення розподілялося таким чином: 23,4 % — особи молодші 18 років, 58,3 % — особи у віці 18—64 років, 18,3 % — особи у віці 65 років та старші. Медіана віку мешканця становила 41,9 року. На 100 осіб жіночої статі у місті припадало 98,4 чоловіків;  на 100 жінок у віці від 18 років та старших — 99,4 чоловіків також старших 18 років.
Середній дохід на одне домашнє господарство  становив 51 586 доларів США (медіана — 42 405), а середній дохід на одну сім'ю — 58 459 доларів (медіана — 51 318). Медіана доходів становила 45 833 долари для чоловіків та 29 405 доларів для жінок. За межею бідності перебувало 19,8 % осіб, у тому числі 35,9 % дітей у віці до 18 років та 12,5 % осіб у віці 65 років та старших.
Цивільне працевлаштоване населення становило 3224 особи. Основні галузі зайнятості: освіта, охорона здоров'я та соціальна допомога — 19,2 %, мистецтво, розваги та відпочинок — 15,0 %, сільське господарство, лісництво, риболовля — 14,6 %.